# My Queen Karo
Pour plus de détails, voir Fiche technique et Distribution.
My Queen Karo est un film belgo-néerlandais réalisé par Dorothée Van Den Berghe en 2009. Il a gagné le prix du jury Graine de Cinéphage au Festival international de films de femmes de Créteil et trois nominations aux Magritte du cinéma.

## Synopsis
Une petite fille de 10 ans, Karo, grandit dans une communauté hippie dans les années 1970. Ses parents, Raven, un marxiste convaincu, et Dalia sa mère, une costumière timide, sont venus à Amsterdam attirés par le climat de liberté et de contestation. Dans le squat où ils s’installent tout le monde partage tout. La petite fille y est confrontée aux dilemmes moraux face à l’amour libre. Elle est déchirée entre son amour pour sa mère et sa loyauté pour les idéaux de son père. Elle se réfugie dans l’imaginaire.

## Commentaires
My Queen Karo est basé sur les souvenirs de jeunesse de la réalisatrice. Le film brosse le portrait du milieu libertaire d’Amsterdam dans les années 1970. Il suit les difficultés d’une enfance passée au milieu d’une utopie d’adulte.

## Distribution
- Anna Franziska Jäger : Karo
- Matthias Schoenaerts : Raven
- Déborah François : Dalia
- Maria Kraakman : Alice
- Samuel du Chatinier : Daniel

## Distinctions

### Récompenses
- Prix du cinéma flamand[1] :
  - Meilleure actrice

### Nominations
- Prix du cinéma flamand[1] :
  - Meilleur film
  - Meilleur scénario
  - Meilleure actrice dans un second rôle
  - Meilleur espoir
  - Prix du public
- Magritte du cinéma[2] :
  - Meilleure coproduction
  - Meilleur espoir féminin pour Anna Fransiska Jager
  - Meilleurs costumes pour Bernadette Corstens